# Zappolino
Zappolino (Żapulén in dialetto bolognese)è una frazione del comune di Valsamoggia, sita a circa 10 km da Bazzano e a circa 30 da Bologna. Fino al 31 dicembre 2013 fece parte del comune di Castello di Serravalle.
Il 15 novembre 1325 vi si combatté una sanguinosa battaglia fra le milizie ghibelline modenesi e quelle guelfe bolognesi, romagnole e fiorentine.
A partire dal VI secolo a Zappolino sorse una fortificazione a difesa dell'Esarcato di Ravenna. Un vero e proprio castello è però documentato dal 1155: nei secoli seguenti esso ricoprì un ruolo primario nel conflitto fra Bologna e Modena. La sua importanza tuttavia diminuì dal XV secolo in poi, finché venne distrutto dal terremoto del 1929.
Abbastanza particolare per la tipologia degli edifici è la presenza delle cosiddette Case Rosse costruite con mattoni a vista piuttosto insoliti nell'Appennino bolognese.
Nella zona sono stati rinvenuti manufatti di bronzo e resti di mura antiche e perimetrali romani, dove molto probabilmente era presente un'antica villa.